# Sceliphron assimile
Sceliphron assimile är en biart som först beskrevs av Anders Gustav Dahlbom 1843.  Sceliphron assimile ingår i släktet Sceliphron och familjen grävsteklar. Inga underarter finns listade i Catalogue of Life.